# Preußen (historische Landschaft)

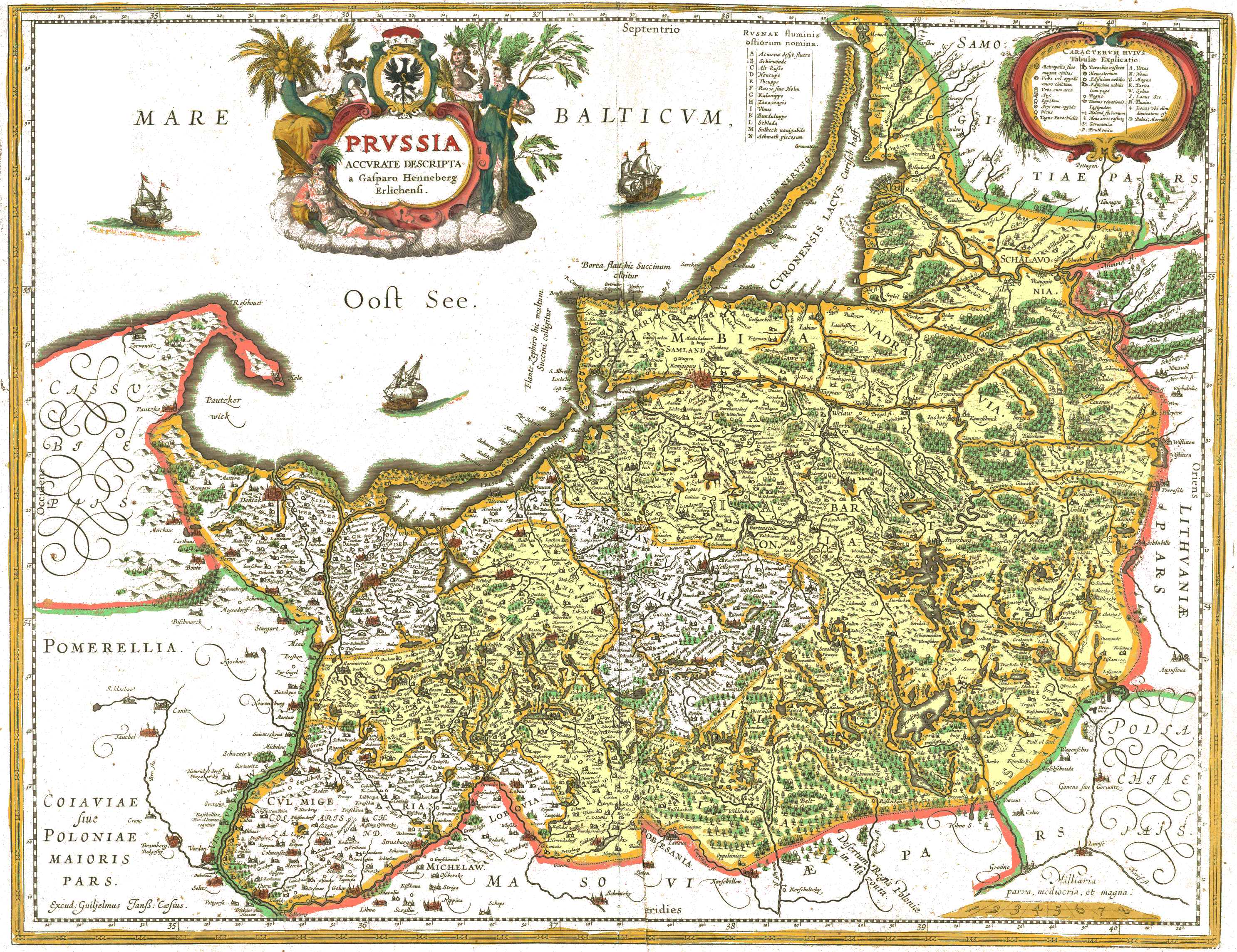
Karte von Caspar Henneberg, Elbing 1576: Herzogtum und königlich polnisches Preußen farblich nicht unterschieden (Flächenfarbe für das Herzogtum ist Nachbearbeitung), Pommerellen hier nur teilweise zu Preußen gerechnet.

Das historische Preußen ist eine historische Landschaft im nordöstlichen Mitteleuropa mit den Zentren Königsberg, Memel, Elbing, Allenstein, Lyck, Marienburg, Marienwerder, Tilsit, Insterburg, Pillau und Gumbinnen, benannt nach den im 13. Jahrhundert hier lebenden baltischen Prußen. Die historische Landschaft Preußen war vom 18. Jahrhundert bis 1945 (das Memelgebiet und Soldau nur bis 1920) identisch mit den Gebieten der preußischen Provinz Ostpreußen und des östlich der Flüsse Weichsel-Nogat und Osa gelegenen Teils Westpreußens (der spätere ostpreußische Regierungsbezirk Westpreußen). Beide Gebiete wiesen große Unterschiede in der Herkunft und Religion der Einwohner, des Herrschaftssystems und der Intensität der kulturellen und politischen Verbindungen mit dem Nachbarn Deutschland, Polen, Litauen und Russland auf.
Im Jahr 1945 kam die Südhälfte Preußens zur Volksrepublik Polen, die Nordhälfte Preußens zur Sowjetunion. Die die Mehrheit der Bewohner bildenden Deutschen wurden vertrieben. Das historische Preußen ist, abgesehen von wenigen Nachfahren seiner polnischen und litauischen Minderheiten, seither von zugewanderten Polen, Russen und Litauern bewohnt und ist als historisch-kulturelle Landschaft nicht mehr erkennbar.

## Grenzen
Als historisches Preußen bezeichnet werden kann das Kerngebiet des Deutschordensstaates zwischen der Flüsse Weichsel-Nogat und Osa als Westgrenze, sowie der Flüsse Memel, Šešupė, Širvinta, Liepona und Rospuda als Ostgrenze. Westlich davon schließt Pommerellen mit Kulmerland an, östlich Samogitien und Sudauen (Suvalkija/Suwalszczyzna), südlich Podlachien und Masowien. Die östliche Grenze seit dem Frieden vom Melnosee eine der ältesten Staatsgrenzen in Europa. Sie hatte über ein halbes Jahrtausend bis 1920 Bestand.

## Vorgeschichte
Bis ins Hochmittelalter wurde nur das Gebiet des baltischen Volksstammes der Prußen östlich der unteren Weichsel „Preußen“ genannt. Die erste Erwähnung des Namens brus findet sich in einer als Bayerischer Geograph bezeichneten Völkerliste aus dem 9. Jahrhundert. Ende des Jahrhunderts berichtete der angelsächsische Reisende Wulfstan von seiner Fahrt zum prußischen Handelsplatz Truso. Im Dagome Iudex, dem Regest der Urkunde, mit der Mieszko I. von Polen im 10. Jahrhundert sein Reich formal dem Papst Johannes XV. schenkte, heißt es, Polen reiche bis an die preußische Grenze (fine Bruzze).

## Deutscher Orden

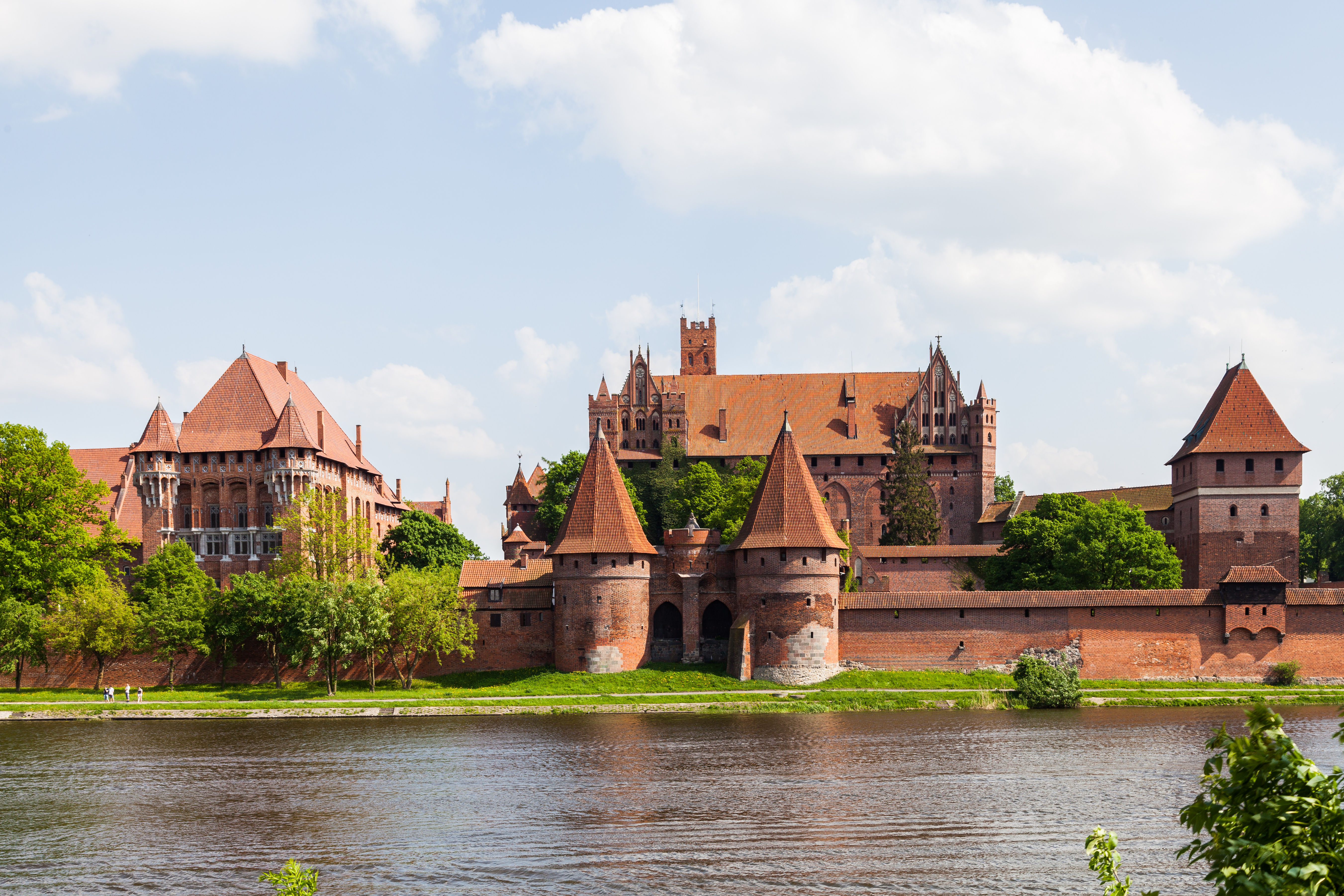
Zentrum Preußens bis 1466 – die Marienburg

Beginnend mit Bolesław I. Chrobry, der Adalbert von Prag nach Preußen schickte und mit ihm eigene Truppen, versuchten Herzöge und Könige von Polen wiederholt, die Prußen zu unterwerfen.
Als deren Gegenschläge immer bedrohlicher wurden, rief der polnische Herzog Konrad von Masowien 1226 den Deutschen Orden zu Hilfe, unter Überlassung des damals schon teilweise slawisch besiedelten Kulmerlandes. Der Orden wurde über das Kulmerland hinaus jedoch erst aktiv, nachdem ihm Kaiser Friedrich II. in der Goldenen Bulle von Rimini (1226 oder 1235) und Papst Gregor IX. in der Bulle von Rieti (1234) die volle Souveränität über alle zu erobernden Gebiete zugesichert hatten. Der Deutsche Orden unterwarf die Prußen nach langwierigen Kämpfen 1283, wobei die später sogenannte Große Wildnis weitgehend entvölkert wurde.
Anschließend eroberte der Deutsche Orden bis 1308 das westlich der Weichsel gelegene polnische Herzogtum Pommerellen mit Danzig. Im Vertrag von Soldin (1309) wurde das Herzogtum Pommerellen an den Rechten der Krone Polen vorbei zwischen zwei deutschen Feudalstaaten, der Mark Brandenburg und dem Deutschordensstaat, geteilt. Im Zuge der Zersplitterung des Königreichs Polen in Provinzen ab 1138 hatten sich die pommerellischen Herrscher aus der Familie der Samboriden von zunächst polnischen Statthaltern im frühen 13. Jahrhundert zu Herzögen erhoben. Seit dem Aussterben der Samboriden im Mannesstamm, 1294, beanspruchte auch der Askanier Waldemar (Brandenburg) das Land. Mit der Aneignung und Teilung Pommerellens durch den Deutschordensstaat, 1308, wurde die Oberhoheit des Landmeisters von Preußen auf die Erwerbungen westlich der Weichsel ausgedehnt. Infolge wurde die Bezeichnung „Preußen“ auch für diese nicht-prußische Gebiete genutzt.
Zur Wiederbevölkerung Preußens rief der Order Siedler aus Deutschland und den heutigen Niederlanden ins Land (Vgl. Stadtname Preußisch Holland). Als der Zustrom aus dem Heiligen Römischen Reich nachließ, wurden im Süden Zuwanderer aus Masowien angesiedelt, die Masuren, im Nordosten Zuwanderer aus Litauen, deren Siedlungsgebiet Kleinlitauen genannt wurde, aber bis 1924 nie zu Litauen gehörte, an der Küste und in einzelnen Dörfern im Norden auch Kuren, die das dem Lettischen nahestehende Nehrungskurisch sprachen.

## Polnische Krone und Herzogtum Preußen

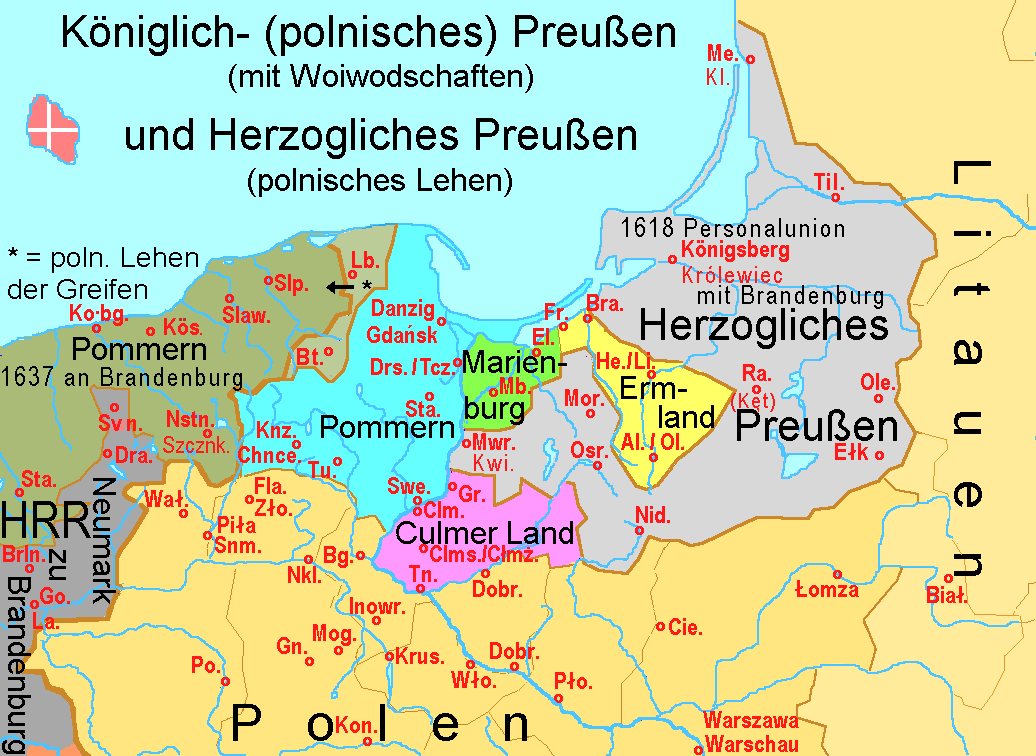
Hellgrau: „Deutschordensstaat in Preußen“ als Lehen des polnischen Königs, ab 1525 Herzogliches Preußen genannt;
Farbig: „Preußen königlichen Anteils“ eingeteilt in drei Wojewodschaften Kulm, Marienburg und Pommerellen und das Fürstbistum Ermland verbunden in einer Union mit der polnischen Krone;
Khaki: Lande Lauenburg und Bütow als Pfandbesitz der Herzöge von Pommern (Politischer Stand des Jahres 1466)

Im Zweiten Frieden von Thorn gewann das Königreich Polen 1466 mit Hilfe des gegen die Ordensherrschaft rebellierenden Preußischen Bundes Pommerellen mit Danzig, das Kulmerland sowie einige westliche Teile der historischen Landschaft Preußen (Land Marienburg und Ermland). Diese Gebiete hießen politisch zusammen Preußen königlichen Anteils, seit der Union von Lublin, 1569, auch „Polnisch Preußen“. Der Restteil der historischen Landschaft Preußen wurde von Albrecht (Preußen), dem letzten in Preußen herrschenden Hochmeister des Deutschen Ordens, 1525, in das weltliche Herzogtum Preußen umgewandelt. Die erbliche Herzogswürde verlieh ihm König Sigismund I. von Polen. 

## Brandenburg-Preußen
1618 erbten die hohenzollernschen Kurfürsten von Brandenburg das zu der Zeit immer noch unter polnischer Lehnshoheit stehende Herzogtum, das eine Keimzelle des späteren Staates Preußen wurde. 1657 gewannen die Kurfürsten im Vertrag von Wehlau im Herzogtum Preußen die Souveränität und 1701 durch die Königskrönung Friedrichs III. von Brandenburg die Königswürde. Jene beruhte auf dem bisherigen Herzogtum, die Bezeichnung Preußen setzte sich aber allmählich als zusammenfassender Staatsname für alle Besitzungen der brandenburgisch-preußischen Herrscher durch, bezog sich also auch auf die im Heiligen Römischen Reich gelegenen Territorien.
Im Jahr 1772 gewann das unter der brandenburgischen Herrschaft der Hohenzollern stehende „Königreich Preußen“ im Zuge der Ersten Teilung Polens das zu I. Rzeczpospolita gehörende Polnisch-Preußen, darunter die westliche Teile der historischen Landschaft Preußen, die 1773 verwaltungsmäßig Teile der zwei Provinzen wurden: Ermland bildete zusammen mit dem ehemaligen Herzogtum Preußen die Provinz Ostpreußen; das Land Marienburg wurde hingegen Teil der Provinz Westpreußen (zusammen mit Pommerellen und Kulmerland, die allerdings nicht zur historischen Landschaft Preußen gehörten).
Im Frieden von Tilsit verlor Preußen 1807 etwa die Hälfte seines Staatsgebietes, blieb aber laut Artikel 2 im Besitz des historischen Kerngebiets. Von 1829 bis 1878 wurde es Teil der Provinz Preußen.

## Norddeutscher Bund und Deutsches Kaiserreich
Mit Gründung des Norddeutschen Bundes ging der Staat Preußen 1867 als Gliedstaat in einem deutschen Nationalstaat auf. Zu ihm gehörte im Unterschied zum Vorgänger Deutscher Bund – auch die Provinz Preußen. Damit wurde Preußen zum ersten Mal in seiner Geschichte unter dem (bis dahin allerdings nie genau eingegrenzten) Begriff „Deutschland“ mitverstanden; zuvor hatte es weder zum Heiligen Römischen Reich noch zum Deutschen Bund gehört. Westpreußen war zu großen Teilen nicht mehrheitlich deutschsprachig. Infolge der langen geschichtlichen Verbindung mit Polen bildeten in Oberland und im Ermland polnischsprachige Katholiken einen bedeutsamen Teil der Bevölkerung. Sie sahen sich im Kaiserreich gezielter Ausgrenzung und auch Germanisierung ausgesetzt. In ander Teile der historischen Landschaft Preußen fühlten sich die Litauer und polnischprachige Masuren als Preußen, wie sich 1920 in den Volksabstimmungen in Ost- und Westpreußen zeigen sollte.

## Folgen der Weltkriege

Territorialverluste Deutschlands 1919–1945

Nach der deutschen Niederlage im Ersten Weltkrieg und dem Friedensvertrag von Versailles 1919 wurde das Gebiet um Soldau zu Polen geschlagen sowie das Memelland abgetrennt (seit 1923 bei Litauen). Nachdem alle diese Gebiete von 1939 bis 1945 nochmals an das Deutsche Reich gefallen waren, wurden infolge des Zweiten Weltkriegs das nördliche Preußen an die Sowjetunion und das südliche Preußen an Polen übergeben und alle Deutschen vertrieben. Heute verteilt sich das Gebiet der historischen Landschaft Preußen auf die russische Oblast Kaliningrad und die litauischen Verwaltungsbezirke Distrikt Klaipėda und Distrikt Tauragė (nördliches Preußen), sowie die polnische Woiwodschaft Ermland-Masuren und die östlich der Weichsel gelegene Teil der polnischen Woiwodschaft Pommern (südliches Preußen).